# 拉尔斯·约翰松
拉尔斯·约翰松（瑞典語：Lars Johansson，1987年7月11日—），瑞典男子冰球运动员，场上位置是守门员。他曾代表瑞典国家队参加2022年冬季奥林匹克运动会冰球比赛，获得第4名。